# プリメーラ・ディビシオン (アルゼンチン)1900
チャンピオンシップ・カップ1900 (Championship Cup 1900)は、アマチュア時代におけるアルゼンチンのサッカーリーグ1部、プリメーラ・ディビシオンの第8回目のシーズンである。主催団体は「アルゼンチン・アソシエーション・フットボールリーグ」(Argentine Association Football League)。イングリッシュ・ハイスクールACが2回目の優勝を決めた。

## 概要
4チームによるホーム・アンド・アウェー2回戦総当たり・全6節のリーグ戦。昨季出場した4チームからロボスACとラヌースACが離脱し、2部リーグからイングリッシュ・ハイスクールACとキルメスACが昇格した。

このシーズンからアルゼンチンとウルグアイのクラブチームが対戦するカップ戦、タイ・カップが始まった。第1回目は昨季のチャンピオンシップ・カップで優勝したベルグラーノACがAAFLを代表して出場したが、今季からはAAFL所属のチームすべてが予選から出場する事になった。

## 結果
| 順 | チーム                             | 試 | 勝 | 分 | 敗 | 得 | 失 | 差  | 点 | 出場権 |
| -- | ---------------------------------- | -- | -- | -- | -- | -- | -- | --- | -- | ------ |
| 1  | イングリッシュ・ハイスクールAC (C) | 6  | 5  | 1  | 0  | 18 | 3  | +15 | 11 |        |
| 2  | ローマスAC                         | 6  | 2  | 1  | 3  | 9  | 9  | 0   | 5  |        |
| 3  | ベルグラーノAC                     | 6  | 2  | 0  | 4  | 8  | 13 | −5  | 4  |        |
| 4  | キルメスAC                         | 6  | 2  | 0  | 4  | 9  | 19 | −10 | 4  |        |